# Pliska Ridge
Pliska Ridge är en bergstopp i Antarktis. Den ligger i Sydshetlandsöarna. Argentina, Chile och Storbritannien gör anspråk på området. Toppen på Pliska Ridge är 666 meter över havet, eller 186 meter över den omgivande terrängen. Bredden vid basen är 2,3 km.
Terrängen runt Pliska Ridge är kuperad åt nordväst, men åt sydost är den bergig. Trakten är glest befolkad. Närmaste befolkade plats är St. Kliment Ohridski Base, 6,0 kilometer väster om Pliska Ridge. 